# Weiherhof (Salzburg)

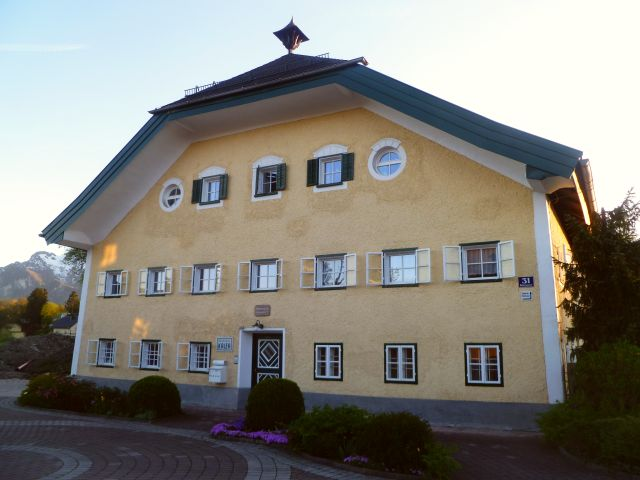
Weiherhof in Salzburg: Vorderseite

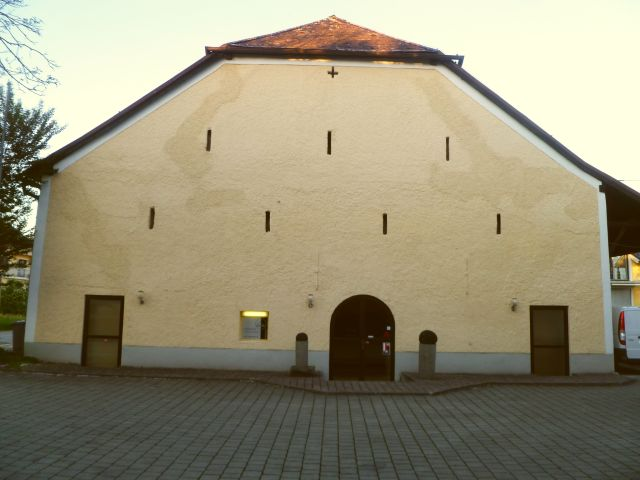
Weiherhof in Salzburg: Rückseite, Eingang zur Galerie

Der domkapitularische Weiherhof befindet sich im Stadtteil Morzg von Salzburg (Biberngasse 31). Der fürsterzbischöfliche Weiherhof befindet sich dagegen im Stadtteil Parsch an der Fürbergstraße Nr. 40, auch hier ist der namensgebende Weiher längst verschwunden. In Anif nächst der Stadt Salzburg wird das Wirtschaftsgebäude von Schloss Anif an der Salzachtalstraße ebenfalls Weiherhof genannt.   
Das Schlössl „am unteren Weiher“ des Salzburger Domkapitels wurde um 1530 erbaut. (Das „Schlössl am oberen Weiher“ war die Bezeichnung für das heutige Wasserschloss Anif.) Dieses „Schlössl ob der Gmain“ kam um 1600 von den Chiemseer Bischöfen im Tauschweg mit dem Jagdschlosses Guggenthal an das Salzburger Domkapitel. Der namensgebende Weiher, einst direkt an der Kante der Friedhofsterrasse südlich des alten Bauwerkes gelegen, wurde bereits in den ersten Jahrzehnten des 20. Jahrhunderts schrittweise zugeschüttet. Zu dem alten Schlösschen gehörte auch ein Meierhof („Weyerbauer“), der sich neben dem Hauptgebäude (heute Biberngasse 29) befand. 
An der Westseite des einstigen Meierhofes befinden sich zwei Wappen von Ägid Rem, der von 1520 bis 1536 Bischof von Chiemsee war, sowie der Inschrift: Aegidius D. g. Epis(copus) Chiemen(sis) aedes has ex fundamentis instauravit. Im frühen 19. Jahrhundert wurde der Weiherhof zu einem Bauernhaus mit Wohn- und Stallteil umgestaltet. Die Ställe wurden damals mit einem Gewölbe (Böhmische Kappe, auch Platzlgewölbe genannt) und marmornen Säulen und marmornen Futtertrögen ausgestattet. 
Der Bau befindet sich heute in Privatbesitz und wird großteils als Wohnhaus genutzt. Der ehemalige große Stall wird derzeit als Galerie (Galerie Weiherhof) genutzt. Der Ausstellungsraum kann derzeit zu den Öffnungszeiten besichtigt werden.